# ルートヴィヒ・フィッシャー
ルートヴィヒ・フィッシャー（Ludwig Fischer, 1905年4月16日 – 1947年3月8日）は、ナチス・ドイツの政治家。弁護士、突撃隊の将官。突撃隊での最終階級は突撃隊中将。ポーランド総督府のワルシャワでワルシャワ地区行政長官（ワルシャワ地区知事）を務めた人物。

## 経歴

### 生い立ち
フィッシャーは1905年にカイザースラウターンで、カトリック信者の家庭に生まれた。1926年5月20日にナチ党に入党（党員番号36,499）。1929年2月に突撃隊に入隊し、突撃隊での最終階級は突撃隊中将。その後1937年に、彼は国会議員となる。

### ワルシャワ地区知事時代
1939年9月1日にドイツ軍はポーランドへ進攻した。ワルシャワはドイツ軍に占領され、ハンス・フランクを総督とするポーランド総督府領に編入された。フィッシャーはポーランド総督府のワルシャワ地区の知事に任命された。フィッシャーは1945年1月にワルシャワからドイツ軍が撤退するまでこの地位であった。
フィッシャーには、いくつかの戦争犯罪（人道に反する罪だけでなく）に対して、直接責任があった。彼はワルシャワ・ゲットーの設置に対して責任があり、多くの反ユダヤ的な法律を発布ならびに、ゲットー解体に関与した。彼は、ポーランドのユダヤ人の大量の処刑、ユダヤ人労働者の労働プログラムと強制退去を含む占領された都市で、多くの指揮に対しても責任があった。ポーランドの市民に対する犯罪のために、ポーランド国内軍によって、死刑を宣告された。彼の名前は、「ポーランド国内軍暗殺リスト」で最初にリストに載っていた。1944年のワルシャワ蜂起の前に、彼の車はハンティング作戦で撃たれたが、奇跡的にもフィッシャーは生き残った。

### 戦後
フィッシャーは、ドイツ敗北後に連合軍に逮捕された。彼はポーランド当局に引き渡された後、ポーランド最高裁判所において裁判にかけられて死刑を宣告された。1947年ワルシャワにおいて絞首刑に処せられた。処刑の様子は映像に残されており、二回ロープが切れて失敗した後に息絶えるまでが記録されている。